# 田淵助六
田淵 助六（たぶち すけろく、1884年6月28日 - 1969年10月27日）は、福岡県出身の日本の実業家。

## 来歴
福岡県京都郡仲津村（現・行橋市）で農業を営んでいた田淵市平の長男として生まれる。中学を中退し跡取りを次男に譲って北海道への移民団に加わって札幌へと移住。北海道庁に給仕として入庁、道庁勤務の傍ら夜間中学を卒業の後、1906年に北海法学校を卒業。
北海法学校卒業後に帝国鉄道庁入庁、書記を経て1907年に任官。1913年に釧路運輸事務所、その後旭川運輸事務所、鉄道省移行後に札幌鉄道局運輸課で貨物業務、小樽駅第13代駅長（1923年12月1日-1929年3月29日）、旭川駅16代駅長（1929年3月30日-1930年10月）、札幌鉄道局運輸課高等官を歴任した。旭川運輸事務所列車主席時代の1923年には留萠線でアメリカ合衆国から輸入された日本初のロータリー除雪車試運転に携わる。
札幌鉄道局副参事時代に安川財閥の松本健次郎から誘われる形で1930年に留萠鉄道に入社。恵比島営業所長兼運輸長を皮切りに現業部門を担当、1942年5月には常務取締役、北海道総合開発計画委員交通部委員も兼務し、戦後の1946年12月に専務取締役。その後財閥解体・公職追放により辞任した松本に代わり私財をなげうって不足分は借金をした上で留萠鉄道を買収し、1948年11月に社長となり再建を行う。
1952年には留萠鉄道の子会社として「三和興業」を設立。日本初の耐寒耐雪仕様のディーゼルカーや世界初のロータリーディーゼル除雪車の開発を行い、また道路用除雪車の開発を目的に同社から独立する形で「日本除雪機製作所」（現・NICHIJO）も設立。
1969年10月27日、85歳で死去。

## 叙位叙勲
- 1959年 藍綬褒章[3]
- 1965年 勲四等瑞宝章[3][1]
- 1969年 従五位[3]